# Poecilosomella albipes
Poecilosomella albipes är en tvåvingeart som beskrevs av Oswald Duda 1925. Poecilosomella albipes ingår i släktet Poecilosomella och familjen hoppflugor. Inga underarter finns listade i Catalogue of Life.